# Attenuata finlayi
Attenuata finlayi är en snäckart som först beskrevs av Powell 1930.  Attenuata finlayi ingår i släktet Attenuata och familjen Rissoidae. Inga underarter finns listade i Catalogue of Life.